# Macuiltepec, Puebla
Macuiltepec är en ort i Mexiko.   Den ligger i kommunen Eloxochitlán och delstaten Puebla, i den sydöstra delen av landet, 250 km öster om huvudstaden Mexico City. Macuiltepec ligger 1 275 meter över havet och antalet invånare är 209.
Terrängen runt Macuiltepec är bergig åt nordväst, men åt sydost är den kuperad. Terrängen runt Macuiltepec sluttar brant österut. Runt Macuiltepec är det ganska tätbefolkat, med 100 invånare per kvadratkilometer. Närmaste större samhälle är Zongolica, 18,0 km norr om Macuiltepec. I omgivningarna runt Macuiltepec växer huvudsakligen savannskog.